# Grimalditeuthis bonplandii
Genre
Espèce
Grimalditeuthis bonplandii, unique représentant du genre Grimalditeuthis, est une espèce de calmars de la famille des Chiroteuthidae.

## Taxonomie
Selon  World Register of Marine Species, le taxon valide de cette espèce est G. bonplandii, la graphie G. bonplandi étant incorrecte.

## Étymologie
Le genre Grimalditeuthis doit son nom en l'honneur de la famille Grimaldi qui règne sur la principauté de Monaco ; Albert Ier de Monaco ayant été un pionnier dans l'analyse en haute mer des calmars.